# Tirachoidea jianfenglingensis
Tirachoidea jianfenglingensis är en insektsart som först beskrevs av Wen-Xuan Bi 1994.  Tirachoidea jianfenglingensis ingår i släktet Tirachoidea och familjen Phasmatidae. Inga underarter finns listade i Catalogue of Life.